# Víctor Wolhein
Víctor Javier Wolhein (Posadas, Misiones, 17 de junio de 1961 - Posadas, Misiones, 10 de abril de 2022). Fue un futbolista argentino que jugaba como volante.

## Trayectoria

### Rosario Central
Wolhein debutó en Rosario Central en el año 1983. En el canalla jugó hasta 1985.

### Platense
En la temporada 1985/86 llegó a Platense.

### Racing
Para la temporada siguiente se mudó a Córdoba, para sumarse a Racing de Córdoba. En el club cordobés disputó una temporada.

### Tolima
Wolhein tuvo su primera experiencia internacional, cuando viajó a Colombia, para jugar en Tolima. Jugó en el equipo tolimense en 1987.

### Colón
Volvió a Argentina para jugar en Colón. Con el sabalero llegó hasta la final por el segunda ascenso, que terminó perdiendo ante su clásico rival.

### Huracán
En la siguiente temporada llegó a Huracán. Con el globo logró el campeonato de la B Nacional y obtuvo el ansiado regreso a Primera División.

### Atlético Tucumán
Para la temporada 1990/91 se mudó a Tucumán, para sumarse a Atlético Tucumán. En el decano jugó 81 partidos y marcó 6 goles, siendo esta, la etapa más goleadora de su carrera.

### Atlético de Rafaela
En la temporada 1992/93 jugó para Atlético Rafela.

### Central Córdoba de Rosario
La temporada siguiente se sumó a Central Córdoba de Rosario. El charrúa fue su último club, ya que al finalizar su temporada se retiró del fútbol.

## Clubes
| Club                       | País      |
| -------------------------- | --------- |
| Rosario Central            | Argentina |
| Platense                   | Argentina |
| Racing de Córdoba          | Argentina |
| Tolima                     | Colombia  |
| Colón                      | Argentina |
| Huracán                    | Argentina |
| Atlético Tucumán           | Argentina |
| Atlético Rafela            | Argentina |
| Central Córdoba de Rosario | Argentina |

## Palmarés
| Título     | Equipo  | País      | Año     |
| ---------- | ------- | --------- | ------- |
| B Nacional | Huracán | Argentina | 1989/90 |